# بوسرلین
بوسرلین (انگلیسی: Buserelin) فرم سنتز شده مشابه گونادورلین است که ترشح طبیعی بدن محسوب می شود.این دارو در درمان آندومتریوز و سرطان پروستات کاربرد دارد.